# Ichthyokentema
Ichthyokentema es un género extinto de peces actinopterigios prehistóricos. Fue descrito por Woodward en 1941.
Vivió en Inglaterra.